# 卡尔东维尔
卡尔东维尔（法語：Cardonville，法語發音：[kaʁdɔ̃vil] ⓘ）是法国卡尔瓦多斯省的一个市镇，属于巴约区。

## 地理
卡尔东维尔（49°20'42"N, 1°3'53"W）面积3.29 平方千米，位于法国诺曼底大区卡爾瓦多斯省，该省份为法国西北部沿海省份，北濒大西洋英吉利海峡，东北与滨海塞纳省以海上边界相接，东临厄尔省，南至奧恩省，西与芒什省接壤。
与卡尔东维尔接壤的市镇（或旧市镇、城区）包括：拉康布、热福斯-丰特奈、奥斯芒维尔、圣日耳曼迪佩尔。

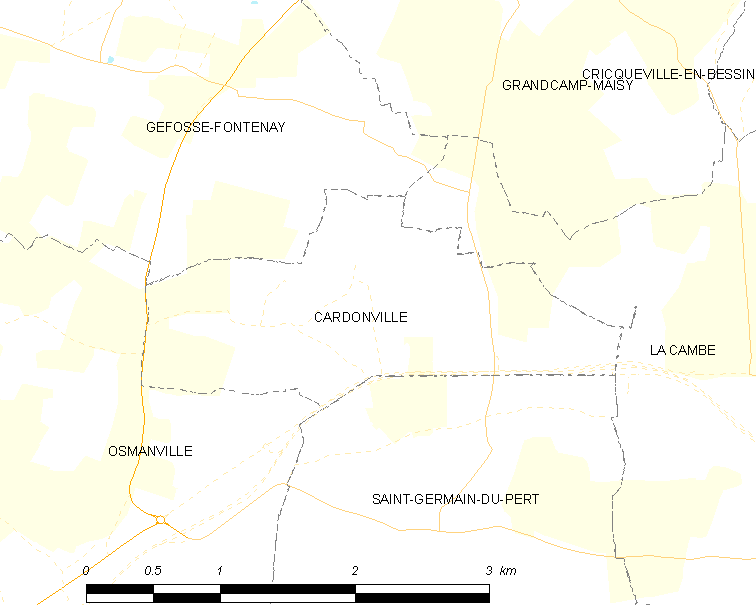
卡尔东维尔的OSM定位图

卡尔东维尔的时区为UTC+01:00、UTC+02:00（夏令时）。

## 行政
卡尔东维尔的邮政编码为14230，INSEE市镇编码为14136。

## 政治
卡尔东维尔所属的省级选区为特雷维耶尔县。

## 人口

1962-2008年间卡尔东维尔人口变化图示

卡尔东维尔于2022年1月1日时的人口数量为90人。